# Vi Thao
Vi Thao (tiếng Trung giản thể: 韦韬, bính âm Hán ngữ: Wéi Tāo, sinh tháng 4 năm 1970, người Tráng) là doanh nhân, chính trị gia nước Cộng hòa Nhân dân Trung Hoa. Ông là Ủy viên dự khuyết Ủy ban Trung ương Đảng Cộng sản Trung Quốc khóa XX, hiện là Thường vụ Tỉnh ủy Sơn Tây, Bí thư Thành ủy Thái Nguyên. Ông từng là Phó Tỉnh trưởng Sơn Tây; Chủ tịch Tập đoàn Cảng vụ Quốc tế Vịnh Bắc Bộ Quảng Tây.
Vi Thao là đảng viên Đảng Cộng sản Trung Quốc, học vị Cử nhân Luyện kim, Thạc sĩ Quản trị kinh doanh. Ông có sự nghiệp hơn 25 năm trong khối xí nghiệp nhà nước trước khi được điều chuyển sang tổ chức Đảng và chính quyền địa phương.

## Xuất thân và giáo dục
Vi Thao sinh vào tháng 4 năm 1970 tại huyện tự trị dân tộc Mulao La Thành thuộc địa cấp thị Hà Trì thuộc khu tự trị dân tộc Tráng Quảng Tây, Cộng hòa Nhân dân Trung Hoa, trong một gia đình thuần nông người Tráng. Ông lớn lên và tốt nghiệp cao trung ở La Thành, đến năm 1988 thì thi cao khảo đỗ Đại học Trùng Khánh, tới thành phố này nhập học hệ kỹ thuật luyện kim và vật liệu vào tháng 9 cùng năm, tốt nghiệp cử nhân chuyên ngành luyện kim đen vào tháng 7 năm 1992. Tháng 3 năm 2002, ông bắt đầu theo học chương trình nghiên cứu sinh tại chức sau đại học ở Trường Quản lý của Đại học Khoa học và Kỹ thuật Hoa Trung, nhận bằng Thạc sĩ Quản trị kinh doanh vào tháng 12 năm 2005. Vi Thao được kết nạp Đảng Cộng sản Trung Quốc vào tháng 5 năm 1998, ông từng theo học khóa bồi dưỡng và huấn luyện cán bộ trung, thanh niên từ tháng 10 năm 2020 đến tháng 1 năm 2021 tại Trường Đảng Trung ương Đảng Cộng sản Trung Quốc.

## Sự nghiệp

### Quảng Tây
Tháng 7 năm 1992, sau khi tốt nghiệp ngành luyện kim đen ở trường Trùng Khánh, Vi Thao được phân về quê nhà Quảng Tây làm việc trong các nhà máy thép, lần lượt là kỹ thuật viên, trợ lý công trình sư của Nhà máy Cương thiết Liễu Châu ở Liễu Châu giai đoạn 1992–97. Đến tháng 9 năm 1997, ông được điều lên Tập đoàn Cương thiết Liễu Châu – hãng doanh nghiệp nhà nước quản lý của nhà máy – làm công trình sư của Phòng Kỹ thuật năng lượng, rồi dần dần là Khoa trưởng Khoa Khai phát kỹ thuật, Khoa trưởng Khoa Kỹ thuật công nghệ của Trung tâm Kỹ thuật của hãng. Đến tháng 1 năm 2005, ông được bổ nhiệm làm Phó Chủ nhiệm Trung trâm Kỹ thuật Cương thiết Liễu Châu, hơn 1 năm sau thì được phân về Công ty Tiêu dùng của tập đoàn làm Phó Giám đốc. Đầu năm 2009, ông nhậm chức Xưởng trưởng Nhà máy Luyện sắt Liễu Châu, được thăng chức là Phó Tổng giám đốc Cương thiết Liễu Châu từ tháng 6 năm 2011. Tháng 8 năm 2015, ông kiêm nhiệm thêm là Đồng sự của tập đoàn, sau đó vào tháng 1 năm 2016 thì được điều tới Tập đoàn Cảng vụ Quốc tế Vịnh Bắc Bộ Quảng Tây làm Phó Bí thư Đảng ủy, Phó Đồng sự trưởng, Tổng giám đốc, phụ trách công tác thương mại của Quảng Tây ở Vịnh Bắc Bộ. Tháng 12 năm 2017, sau 25 năm công tác ở khối xí nghiệp nhà nước, Vi Thao được điều về Ngọc Lâm, Quảng Tây giữ chức Phó Bí thư Thị ủy, sang đầu năm 2018 thì được bầu là Thị trưởng Ngọc Lâm. Ở Ngọc Lâm 2 năm, ông trở lại doanh nghiệp làm Bí thư Đảng ủy, Chủ tịch Tập đoàn Cảng vụ Quốc tế Vịnh Bắc Bộ, lãnh đạo hãng này trong 1 năm. Đầu năm 2018, ông tham gia ứng cử và trúng cử là Đại biểu Đại hội Đại biểu Nhân dân toàn quốc khóa XIII, nhiệm kỳ 2018–23.

### Sơn Tây
Tháng 2 năm 2021, Vi Thao được điều tới tỉnh Sơn Tây, được bổ nhiệm là Phó Tỉnh trưởng Sơn Tây, Thành viên Đảng tổ Chính phủ Nhân dân tỉnh Sơn Tây. Đến tháng 10 cùng năm, ông được bầu vào Ủy ban Thường vụ Tỉnh ủy Sơn Tây, được phân về thủ phủ Thái Nguyên nhậm chức Bí thư Thành ủy, Bí thư thứ Nhất Đảng ủy Cảnh bị Thái Nguyên. Cuối năm 2022, ông tham gia Đại hội Đảng Cộng sản Trung Quốc lần thứ XX từ đoàn đại biểu Sơn Tây. Trong quá trình bầu cử tại đại hội, ông được bầu là Ủy viên dự khuyết Ủy ban Trung ương Đảng Cộng sản Trung Quốc khóa XX.